# Gambier Islands Group Marine Park
Gambier Islands Group Marine Park är en park i Australien. Den ligger i delstaten South Australia, omkring 200 kilometer väster om delstatshuvudstaden Adelaide.
Trakten är glest befolkad. Det finns inga samhällen i närheten.